# Cotutela de tese
A cotutela de tese, ou doutoramento em regime de cotutela, é uma modalidade de realização de doutoramento, que tem como característica principal a inscrição plena do doutorando em duas (ou excepcionalmente mais) universidades de países distintos, e a obtenção do título de doutor em ambas as instituições.

## Pressupostos
Para que se possa pedir a admissão ao regime de cotutela, normalmente é necessário que o interessado já esteja inscrito em um curso de doutorado, preferencialmente em seu primeiro semestre. A partir de então, o interessado pode tanto pedir a celebração de um acordo de cotutela específico entre sua universidade de origem e a universidade parceira, quanto beneficiar-se de acordos pré-estabelecidos. Em alguns casos, a critério das instituições envolvidas, a existência desse acordo de cooperação pré-estabelecido é condição indispensável para que o interessado possa requerer sua admissão ao regime de cotutela.
Em ambos os casos, e caso haja interesse do doutorando, de seus orientadores (em sua instituição de origem e na instituição parceira) e das instituições envolvidas na realização da cotutela, geralmente elabora-se uma convenção nominativa, que trata específica e unicamente do caso do interessado. É praxe que esse documento seja assinado pelo interessado (doutorando), por ambos os orientadores, pelos chefes de departamento e pelos reitores das universidades parceiras.
Esse documento fundamental regula, entre outras coisas, as modalidades de cumprimento dos créditos exigidos em cada instituição parceira, os direitos e deveres do doutorando quanto ao pagamento de taxas de matrícula e mensalidades nas instituições parceiras, o tempo de permanência do doutorando em cada instituição e a composição do juri ou banca de defesa da tese.

## Desenvolvimento
Durante a preparação de sua tese, o doutorando é acompanhado por dois orientadores (tutores, daí o nome co-tutela), e divide seu tempo entre sua instituição de origem e a instituição parceira, normalmente por períodos iguais.
Normalmente a banca ou juri de defesa deve contar com um numero equivalente de membros de cada uma das instituições parceiras, embora por questões financeiras nem sempre isso seja possível.

## Difusão
O doutoramento em cotutela é uma prática consolidada na França, onde foi regulamentada por lei em 1994, e tem sido praticada em larga escala tanto com países europeus quanto extra-europeus.
Na Itália, a autoridade responsável por regular as cotutelas é a CRUI (Conferenza dei Rettori delle Università Italiane), que estabelece convenções a título nacional com alguns países. O primeiro grande acordo desse tipo foi realizado em 1998 com a França; sucessivamente foram firmados outros com a Espanha (1998), Alemanha (2000) e Suiça (2003).
Na Alemanha a instituição que regula o assunto é a German Rector's Conference (HRK).